# Paraonides nipponica
Paraonides nipponica är en ringmaskart som beskrevs av Imajima 1973. Paraonides nipponica ingår i släktet Paraonides och familjen Paraonidae. Inga underarter finns listade i Catalogue of Life.